# Perioada axială

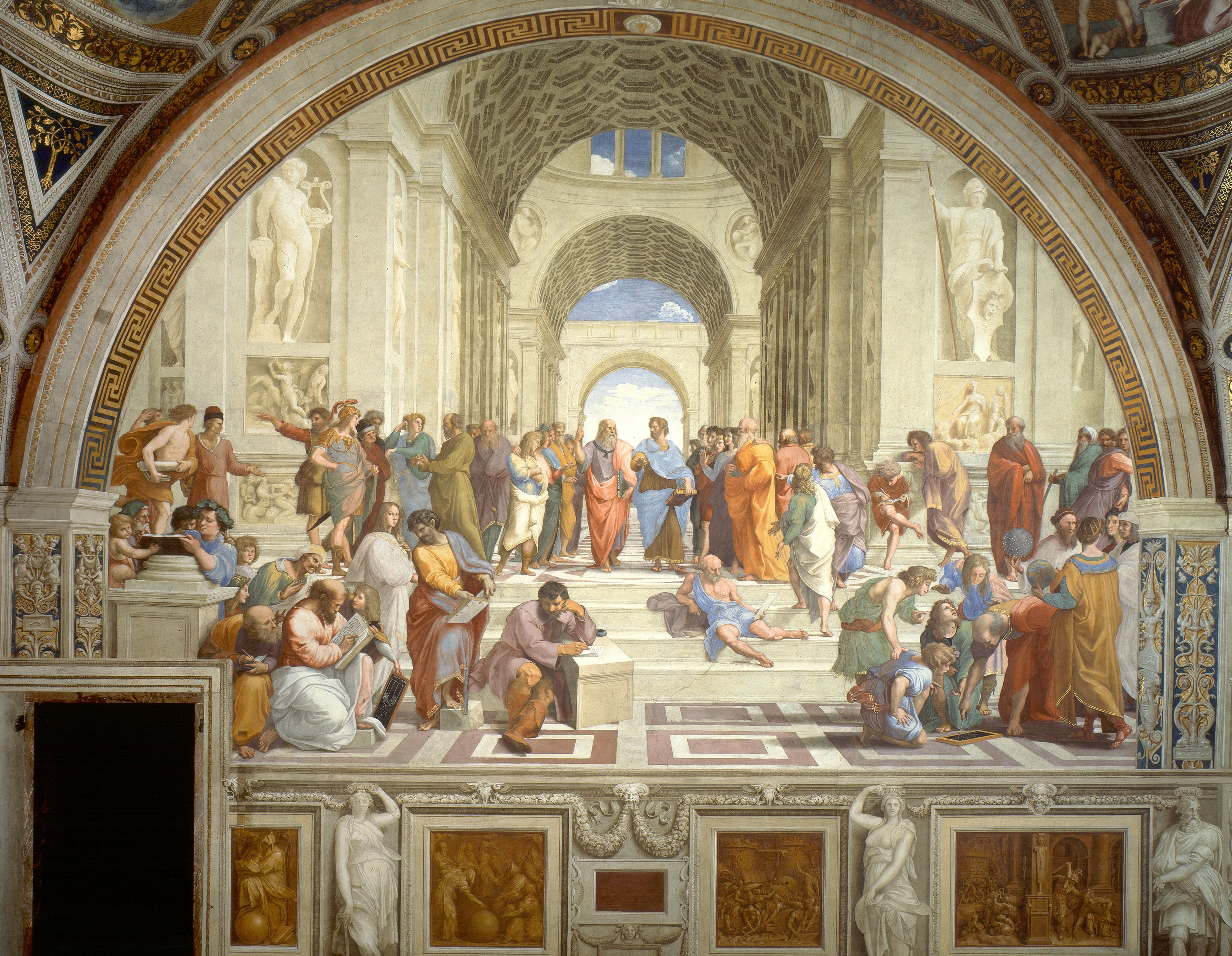
Potrivit lui Karl Jaspers, perioada Axială a dat naștere filozofiei în calitate de disciplină. Școala din Atena, frescă de Rafael (1508-1512).

Perioada axială, epoca axială sau era axială sunt termeni ce descriu un concept istoric propus de filozoful german Karl Jaspers, relevant în istoria filozofiei și a religiilor. Termenul original este Achsenzeit, literalmente „epoca pivot”. Perioada istorică în cauză este vastă (desfășurându-se între anii 800 și 200 î.Hr.), iar caracteristica sa centrală este apariția aproape simultană a unor noi curenți de gândire în Imperiul Persan, China, India și în Occident.
Jaspers a teoritizat pentru prima oară acest concept în 1949 în cartea sa Originea și semnificația istoriei  . Aceste idei au fost preluate în unele conferințe și de către anumiți autori, dar există de asemenea multe idei opozante acestui concept.

## Caracteristici

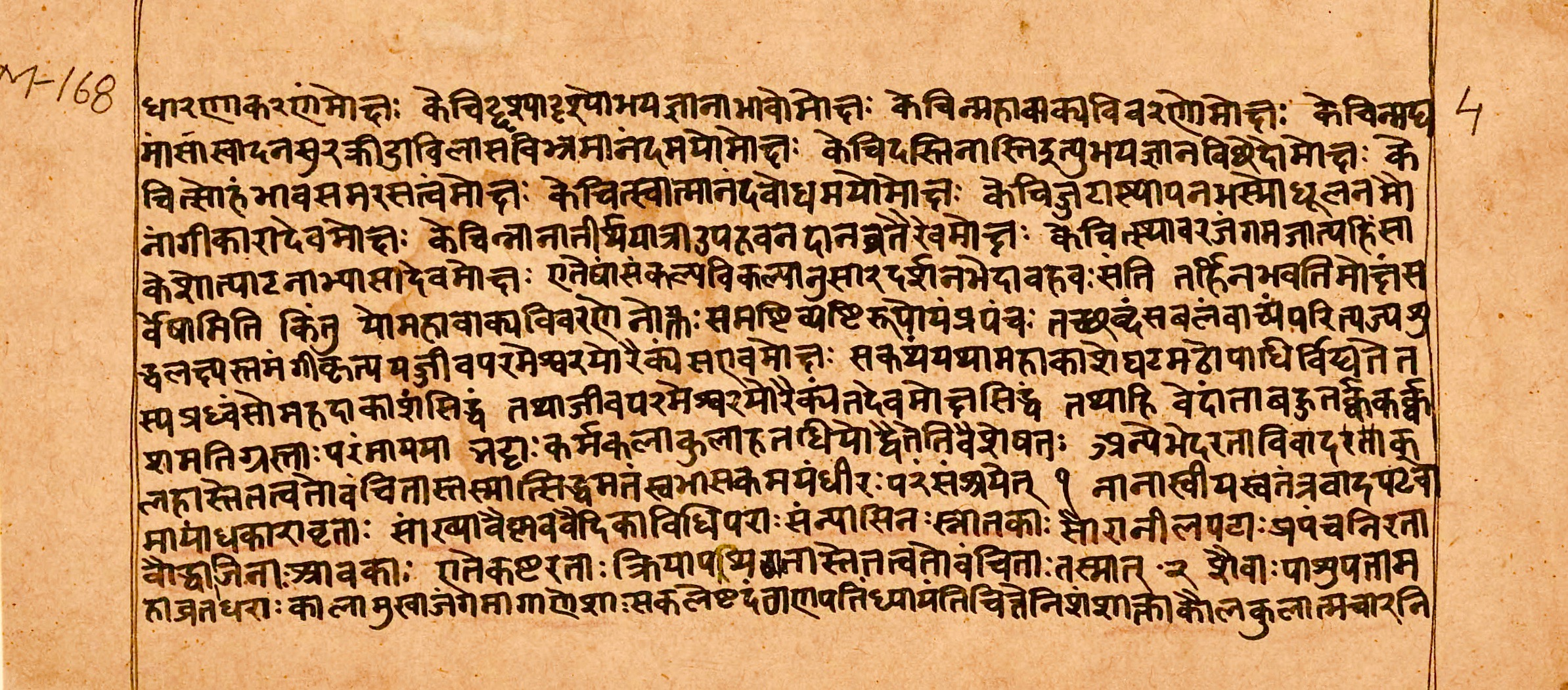
Textul Upanishadelor (c. 800 î.Hr.).

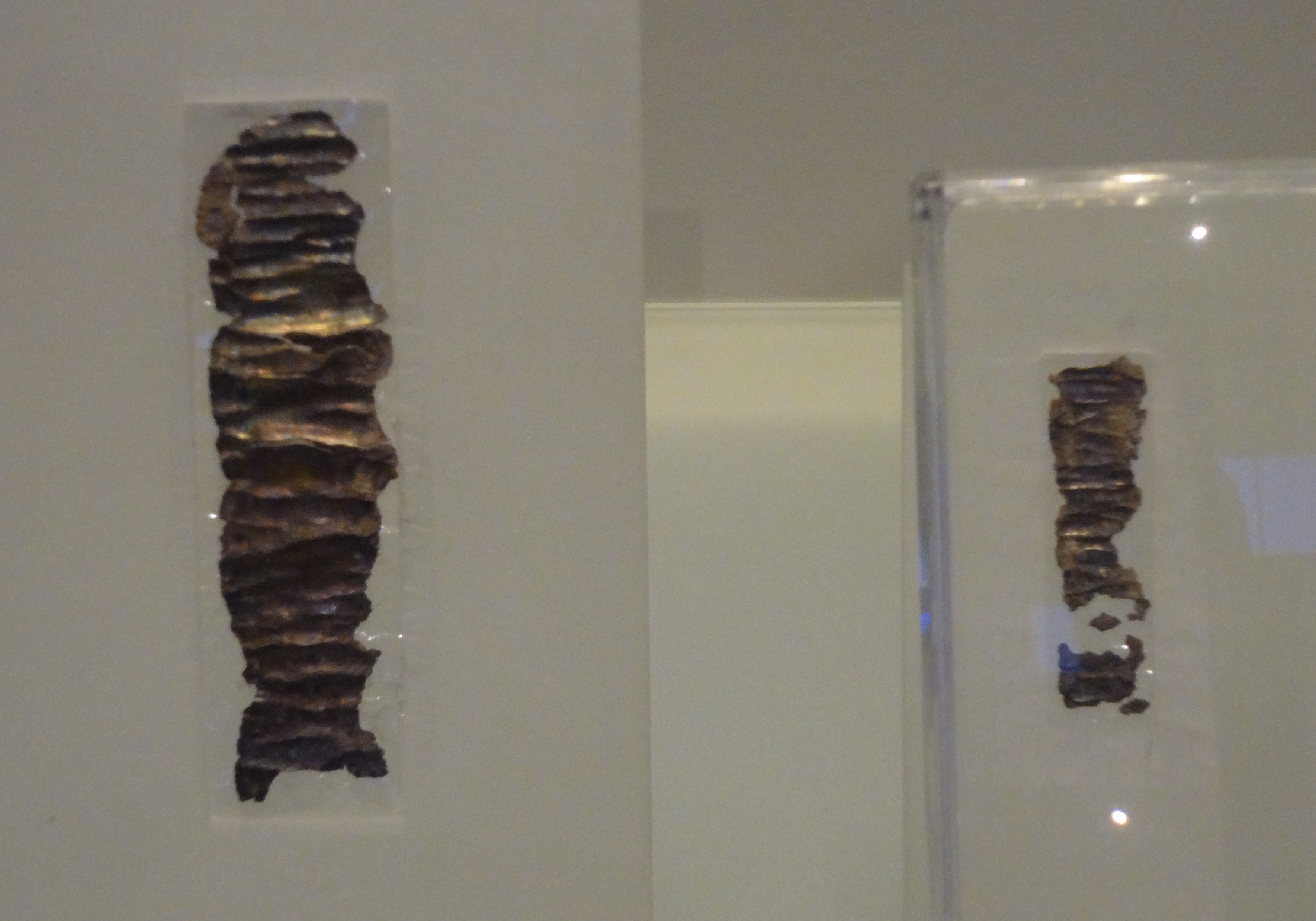
Cele două suluri de argint ale lui Ketef Hinnom (c. 650-590) î.Hr.). Ele conțin texte analoge cu Cartea Numeri 6:24-26.

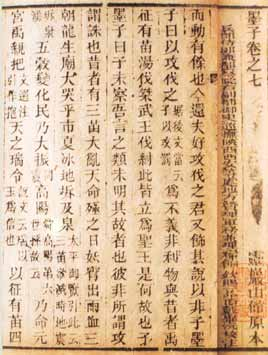
Pagina din volumul al șaptelea al (sec. V î.Hr.).

Încă de la primele pagini ale expoziției originale, Karl Jaspers oferă o listă cu personalități semnificative din punct de vedere istoric, precizând că schimbările majore ce au caracterizat perioada axială au fost animate predominant de aceștia  :
- in China : Confucius, Lao Tzu, școlile din Mo Ti⁠(d), Chuang Tse și Lie Tsu⁠(d) ;
- in India : Buddha, jainismul și Upanishadele ;
- în Iran : Zarathustra ;
- în Palestina : Ilie, Isaia, Ieremia și Deutero-Isaia ;
- în Grecia : Homer, Heraclit, Parmenide, Platon, Tucidide, Arhimede .

Potrivit lui Jaspers, această perioadă se distinge prin geneza unor curenți de gândire întru totul noi, într-o manieră aproape simultană în puncte realmente îndepărtate pe harta globului. Acest fapt ar fi determinat o reală revoluție în raportul oamenilor cu știința și religia, dar și în legătura dintre adevăr și credință. În anii 1950, ideea aceasta era una antrenantă, pe baza căreia Jaspers a putut să-și edifice ansamblul de convingeri privitoare la valorile umanității.
Unii susținători ai exprimării „perioada axială” consideră că un fenomen similar s-a produs de asemenea la apariția Occidentului odată cu secolul Luminilor, adesea numit „cea de-a doua perioadă axială”.

## Recepţie
Această idee a fost adesea criticată de către istorici. Densitatea evenimentelor intelectuale și importanța inovațiilor culturale în vremurile și locurile luate în considerare sunt, fără îndoială, menționabile și invită adesea conexiuni, distincții, noi sinteze. Dintre autorii critici, Iain Provan⁠(d)  consideră că este o construcție care mitologizează trecutul pentru a servi obiectivelor actuale. Cu toate acestea, un anumit număr de conferințe științifice au fost dedicate subiectului, iar autorii oferă argumente pentru propunerea lui Jaspers, de exemplu antropologul David Graeber⁠(d), consideră că diferiții gânditori menționați de Jaspers au trăit acolo unde s-au inventat banii și că ideile lor au câștigat notorietate la nivel mondial deoarece circulau în concert cu moneda  .

## Conferințe
Conferința internațională desfășurată în RFG în 1983 , în același timp în care a stabilit ca repere cronologice cel de-al VIII-lea, al VIII-lea și al II- lea secole î.Hr, incluzând geografic și Israelul (Palestina) ; și mai presus de toate, surpriză totală atât în dimensiunea temporală, cât și în cea spațială, islamul a fost inclus. Mecanismul intelectual al perioadei axiale este definit ca „o descoperire în transcendență" caracterizat de „crearea unei dihotomii între lumea comună [sau sublunar, spuneau Anticii] și lumea divină”.
Următoarea conferință a avut loc tot în Germania, în anul 2008  .